# Монголоїдна раса

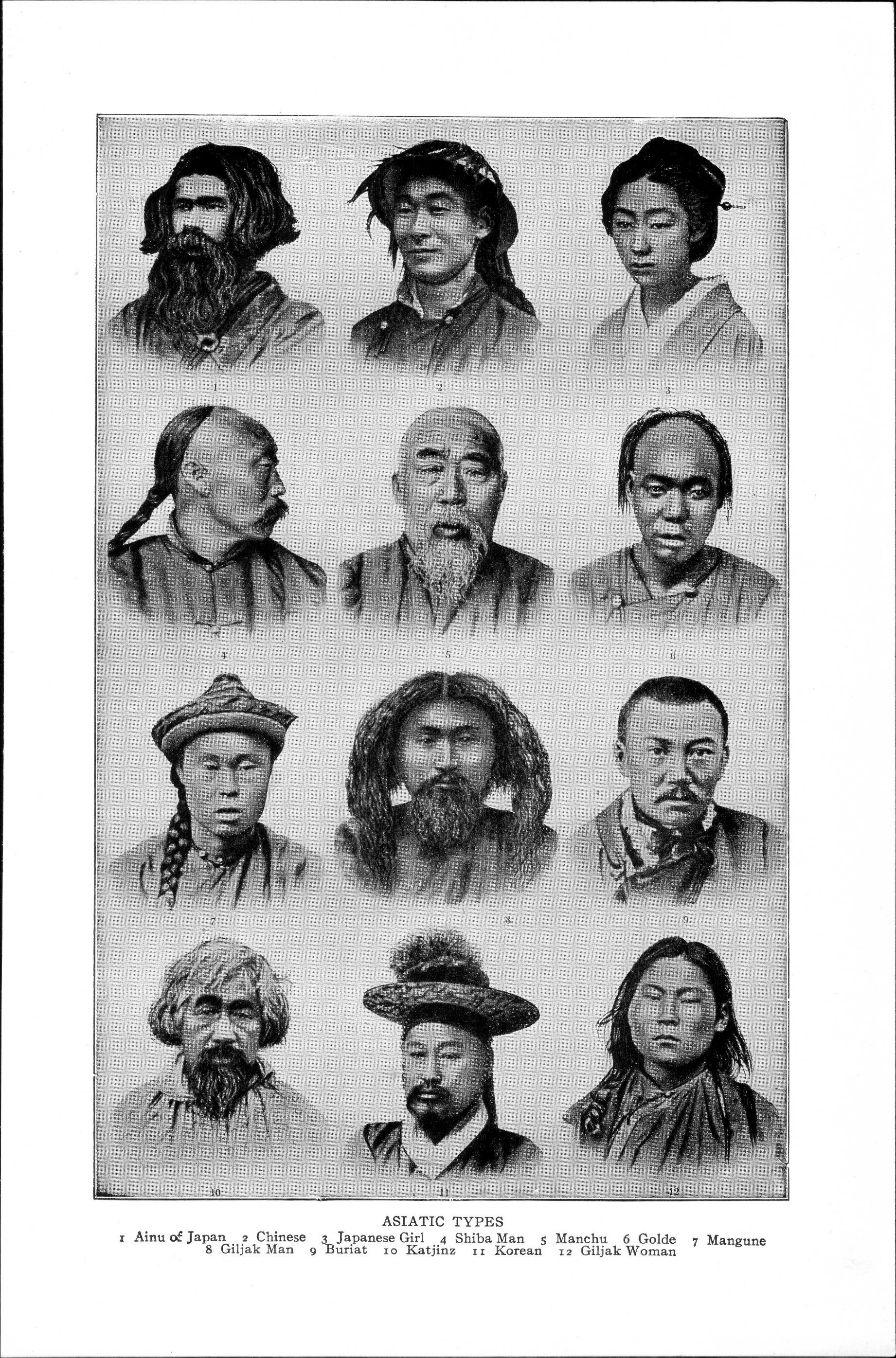
1. айн, 2. китаєць, 3. японка, 4. чоловік шіба, 5. маньчжур, 6. гольд, 7. ульч, 8. нівх, 9. бурят, 10. качин, 11. кореєць, 12. гілячка

Монголо́їдна раса (азійсько-американська раса) — це застаріле расове об'єднання різних народів, які є корінними жителями значної частини Азії, Америки та деяких регіонів Європи й Океанії. Термін походить від нині спростованої теорії біологічної раси. У минулому як синоніми використовувалися інші терміни, такі як «монгольська раса», «жовта», «азіатська» та «східна».
Концепція поділу людства на монголоїдну, європеоїдну та негроїдну раси була представлена у 1780-х роках представниками Геттінгенської історичної школи. Він був розвинутий західними вченими в контексті расистських ідеологій в епоху колоніалізму. З розвитком сучасної генетики концепція окремих людських рас у біологічному сенсі застаріла. У 2019 році Американська асоціація біологічних антропологів заявила: «Віра в „раси“ як природні аспекти людської біології та структури нерівності (расизм), що виникають з таких переконань, є одними з найбільш шкідливих елементів людського досвіду як сьогодні, так і в минулому».

## Морфологічні ознаки
У 19 — середині 20 століття характерними ознаками великої монголоїдної раси науковці вважали такі:
- світла або темно-світла пігментація шкіри;
- малопрофільоване широке обличчя, виступаючі вилиці з подушками жиру;
- захист очей від підвищеної інсоляції, пилу, для чого служить вузький розріз повік, додаткова складка — епікантус, темна райдужка, густі вії;
- довге (якщо не стригти) пряме жорстке, темнопігментоване волосся;
- слабкий волосяний покрив на обличчі та тілі.